# Metaxymecus patagiatus
Metaxymecus patagiatus är en insektsart som beskrevs av Karsch 1893. Metaxymecus patagiatus ingår i släktet Metaxymecus och familjen gräshoppor. Inga underarter finns listade i Catalogue of Life.